# Monzenia
Monzenia  (лат.) — род тлей из подсемейства Hormaphidinae (Nipponaphidini). Восточная Азия (Япония, Корея).

## Описание
Мелкие насекомые, длина около 2 мм.
Ассоциированы с растениями Distylium (Distylium racemosum), на которых формируют сферические галлы. В Японии отмечено только 4 поколения в год.
- Monzenia globuli (Monzen, 1934)[3]
  - = Nipponaphis globuli Monzen, 1934
- Monzenia ihai Sorin, 1996[4]